# 타카오카 사키
타카오카 사키(일본어: 高岡 早紀 たかおか さき[*], 1972년 12월 3일~)는 일본의 배우이다. 가나가와현 후지사와시 출신으로 본명은 타카오카 사키코(高岡 佐紀子)이다.

## 수상
《물장구치는 금붕어》
- 제5회 타카사키 영화제 · 베스트 아이돌상

《추신구라외전 요츠야괴담》
- 제40회 키네마 준보상 · 여우주연상
- 제19회 호치 영화상 · 여우주연상
- 제7회 닛칸스포츠 영화대상 · 여우주연상
- 제37회 블루리본상 · 여우주연상
- 제16회 요코하마 영화제 · 여우주연상
- 제18회 일본 아카데미상 · 최우수 여우주연상
- 제18회 일본 아카데미상 · 신인배우상

```
《쿄오꼬》
```

- 제51회 마이니치 영화 콩쿠르 · 여우주연상

## 주요 출연작

### 드라마
- 《오오쿠~화의 란~》(2005)
- 《레지던트~5명의 연수의》(2012)
- 《독신 귀족》(2013)
- 《남편의 그녀》(2013)
- 《퍼스트 클래스》 8화 (2014) 특별출연
- 《아임 홈》(2015)
- 《탐정의 탐정》(2015)

### 영화
- 《물장구치는 금붕어》(1990)
- 《추신구라외전 요츠야괴담》(1994)
- 《쿄오꼬》(1996)
- 《소년우연대 망향》(1998)
- 《긴 산책》(2006)
- 《오늘, 사랑을 시작합니다》(2012)
- 《몬스터》(2013)
- 《벚꽃 물든 게이샤》(2014)
- 《심야식당》(2015) - 카와시마 타마코 역
- 《눈의 꽃》(2019)
- 《크레이지 크루즈》(2023) - 미사키 역
- 《레이븐스》(2025)